# Khamkeut Phommavongsy
Khamkeut Phommavongsy là một chính trị gia người Lào và là Trung tá trong Quân đội Lào. Ông là đảng viên Đảng Nhân dân Cách mạng Lào. Ông là đại biểu Quốc hội Lào cho tỉnh Luang Prabang (Khu vực 6).